# Manchego
Manchego er en ost fremstillet af fåremælk lagret i minimum 60 dage. Den er produceret i Castilien-La Mancha-regionen i Spanien. Manchego er en af Spaniens mest kendte oste og kan købes i de fleste danske supermarkeder.
Det er en fast ost, mere hvid end gullig med en cremet smag, hvor smagen af fåremælk kommer til sidst. Den spises mellemlagret, lagret eller meget lagret.
Spaniere skærer osten
1. I to. Og deler den halvdel i kvarter
2. Det kvarte stykke med den største skæreflade lægges mod skærebrættet
3. Den øverste skorpe skæres af, hvorefter der kan skæres trekantede stykker af osten, til man når bundskorpen.